# Whitehawk
Whitehawk és una concentració de població designada pel cens dels Estats Units a l'estat de Califòrnia. Segons el cens del 2000 tenia 96 habitants.

## Demografia
Segons el cens del 2000, Whitehawk tenia 96 habitants, 49 habitatges, i 39 famílies. La densitat de població era de 21,5 habitants/km².
Per edats la població es repartia de la següent manera: un 3,1% tenia menys de 18 anys, un 1% entre 18 i 24, un 10,4% entre 25 i 44, un 50% de 45 a 60 i un 35,4% 65 anys o més.
L'edat mediana era de 61 anys. Per cada 100 dones de 18 o més anys hi havia 102,2 homes.
La renda mediana per habitatge era de 46.696 $ i la renda mediana per família de 46.071 $. Els homes tenien una renda mediana de 0 $ mentre que les dones 0 $. La renda per capita de la població era de 36.515 $. Cap de les famílies estaven per davall del llindar de pobresa.

## Poblacions més properes
El següent diagrama mostra les poblacions més properes.